# Estrella de Betlem

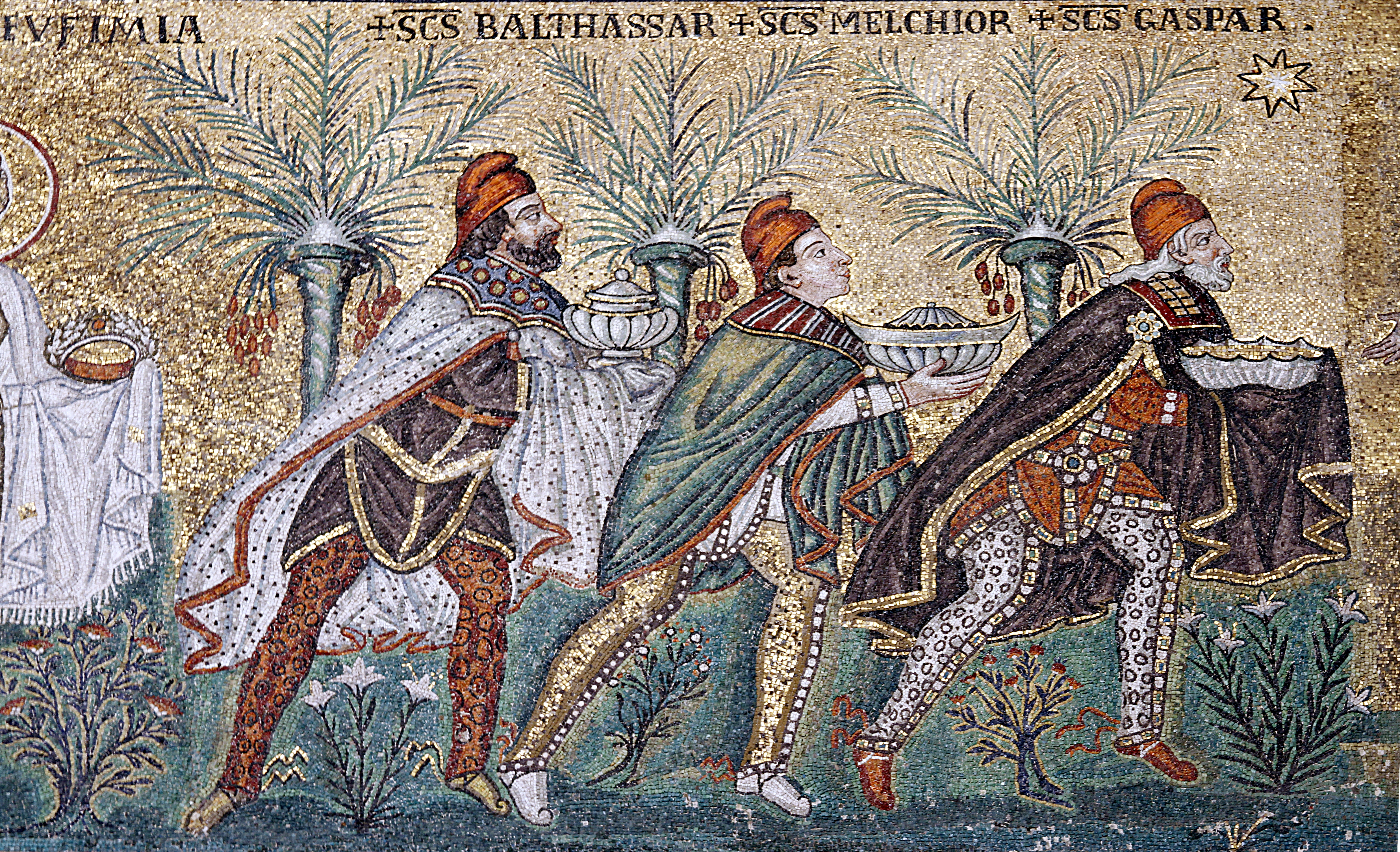
Mosaic de l'església de Sant Apol·loni a Ravenna que mostra els tres Reis Mags seguint l'Estrella de Betlem.

L'Estrella de Betlem va ser, segons la tradició cristiana, l'astre que va guiar els Reis Mags al lloc del naixement de Jesucrist. L'Evangeli de Mateu esmenta que els Reis Mags van veure aparèixer per l'Oest l'Estrella de Betlem, encara que no aclareix si es tractava d'un planeta, un estel o qualsevol altre fenomen astronòmic o astrològic. Segons els escrits, els savis van viatjar seguint l'estrella, i aquesta es va detenir sobre el lloc on Jesús havia nascut. Tot i que és impossible que un astre marqui un lloc tan concret com un pessebre, s'han suggerit diverses explicacions sobre aquest fet, el més probable és que el passatge bíblic sigui solament una metàfora referida als suposats fets. Fos el que fos, els Reis Mags ho van associar al Rei dels Jueus . Si haguessin estat astròlegs grecs o romans podrien haver associat l'estrella de Betlem amb Júpiter, el planeta rei, i Regulus, l'estrella reina. O si venien de Babilònia, el podrien haver associat al planeta Saturn (Kaiwanu). En tot cas, bé podria tractar-se de l'estrella Sírius, a la qual apunten els "tres reis" del cinturó de la constel·lació d'Orió.

## Conjunció Júpiter i Saturn

L'estrella de Betlem dirigint-se cap al sud (12 de novembre de l'any 7).

La primera explicació natural d'aquest fenomen va ser donada per l'astrònom alemany Johannes Kepler en 1614. Kepler va determinar que una sèrie de 3 conjuncions dels planetes Júpiter i Saturn (un fet molt poc freqüent) van ocórrer l'any 7 aC i va relacionar aquest fet amb l'estrella de Betlem, però càlculs moderns han demostrat que en aquesta ocasió els dos planetes no es van acostar prou com per impressionar als observadors. De fet, un antic almanac inscrit en una taula d'argila trobada a Babilònia suggereix que els astròlegs de l'època no li van donar gaire importància a aquest esdeveniment.

## Júpiter a l'est d'Àries
Més recentment, l'astrònom Michael R. Molnar ha identificat una doble ocultació de Júpiter després de la lluna, el 6 aC, en Àries, com l'estrella de Betlem.
Les investigacions de Michel Molnar es basen en la forma com es commemorava el naixement dels reis en l'antiga Roma. Unes monedes romanes celebren aquest esdeveniment amb l'aparició de Júpiter (un estel per als savis de l'època) sobre la constel·lació del nou rei.

| «                             | (2:1) Quan va néixer Jesús, a Betlem de Judea, sota el regnat d'Herodes, uns mags d'Orient es van presentar a Jerusalem (2:2) i van preguntar: "On és el rei dels jueus que acaba de néixer? Hem vist sortir la seva estrella a l'est i hem vingut a adorar-lo ". | » |
| — Evangeli segons Sant Mateu. | |   |

Aquestes monedes situen un estel i la imatge d'un be. En l'antiguitat, el be era atribuït com a símbol del judaisme i reunit al coneixement dels astròlegs sobre el naixement dels reis, amb l'estrella anomenada Júpiter, en conjunció amb la Lluna (oculta) que es trobaven a l'est d'Àries  (... vist sortir la seva estrella a l'est) .
Així que, amb aquests elements, buscar a Júpiter (l'estrella dels reis) en Àries (jueus) va ocórrer el 17 d'abril del 6 AC. A més en Àries es trobaven el Sol, Saturn i la Lluna.
| «                             | (2:4) Llavors (Herodes, rei de Judea) va reunir tots els grans sacerdots i els escribes del poble, per preguntar-los en on havia de néixer el Messies. (2:5) "A Betlem de Judea, li van respondre, perquè així està escrit pel Profeta" ... (2:9) Després de l'audiència del rei, ells van partir. L'estrella que havien vist a l'est anava davant ells, fins que es va detenir en el lloc on era l'infant. | » |
| — Evangeli segons Sant Mateu. | |   |

Amb aquestes observacions, els mags van viatjar a Judea i van estar preguntant sobre el naixement d'un rei. Herodes (el rei de la Judea), avisat dels mags forasters, els mana a cridar i s'entrevista amb ells al desembre del 6AC, demanant-li que l'avisin quan trobin al nou Rei de Judea. Els savis parteixen a la recerca del Rei seguint l'estrella.
| «                             | (2:11) I en entrar a la casa, van trobar el nen amb Maria, la seva mare, es prostraren a terra, el van adorar. Després, obrint les seves arquetes, li van oferir presents: or, encens i mirra. | » |
| — Evangeli segons Sant Mateu. | |   |

El 23 d'agost, Júpiter comença a retrocedir en el cel  (L'estrella ... anava davant d'ells)  i és novament seguida pels mags després de l'entrevista amb Herodes fins al 19 de desembre, on Júpiter es deté en els cels ( L'estrella ... es va detenir en el lloc on era l'infant ) i els mags arriben a Betlem, trobant-se a Jesús de 8 mesos, oferint-li or, encens i mirra. En aquesta primera visita, els mags no troben a Josep.
Júpiter reiniciarà el seu avanç en els cels a partir del 20 de desembre.
Però aquest esdeveniment va succeir molt prop del Sol i hauria estat difícil de veure, fins i tot amb un telescopi petit (del qual no es disposava en aquesta època), llevat que els Reis Mags hagin pogut saber d'aquesta ocultació per complexos càlculs, supòsit poc probable. Les ocultacions de planetes després de la lluna són més comunes, però Molnar dona motius astrològics per realitzar la importància d'aquest fet.

## Una nova
Altres explicacions inclouen una nova (algunes vegades identificada com un cometa) que hi va haver el 5 aC la qual va ser registrada pels astròlegs xinesos i coreans. L'obstacle a aquesta explicació és que no hi ha rastres o petjades de cap nova en la constel·lació on va ser observada pels xinesos i coreans. Entre el 3 i el 2 aC, hi va haver una sèrie de set conjuncions, incloses tres entre Júpiter i Régulo, així com algunes conjuncions molt properes entre Júpiter i Venus; el 17 de juny del 2 aC, Urà va ser visible diverses vegades, però probablement no va ser reconegut com a planeta a causa del seu lent moviment.

## Cometa de Halley

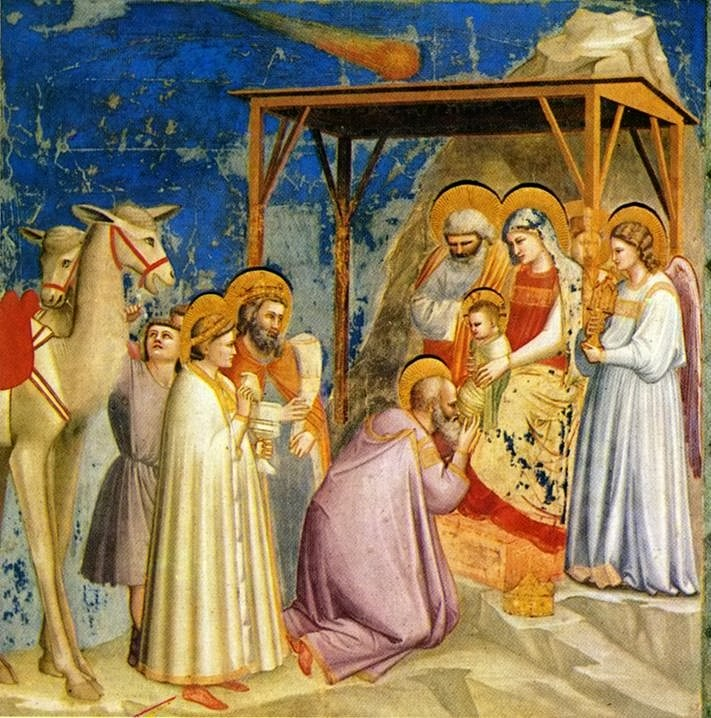
L'Adoració dels Reis Mags (circa 1305) de Giotto, que suposadament va modelar l'estrella de Betlem a Halley, que s'havia vist 4 anys abans d'aquell quadre. Els reis i diversos animals s'agrupen al voltant del nen Jesús, mentre un objecte semblant a un cometa s'estén per sobre del seu cap.

L'aparició del cometa de Halley l'any 12 aC, a només uns quants anys de la data assignada convencionalment del naixement de Jesucrist, ha portat a alguns teòlegs i astrònoms a suggerir que podria explicar l'Estrella de Betlem, i també hi ha registres d'altres cometes que van aparèixer més propers a la data de la Nativitat de Jesús.

## Totes les anteriors
Les últimes explicacions, exposades a la web de l'Institut d'Astrofísica de Canàries per Mark Kidger, argumenten que el més probable és que la suma d'esdeveniments astronòmics (la triple alineació dels planetes en el 7 aC, en la constel·lació de Peixos, més el probable càlcul de l'ocultació de Júpiter després de la Lluna, prop del Sol) hagin alertat els Reis Mags sobre la gestació d'un esdeveniment important a la Judea, passant a ser la Nova el senyal definitiu del naixement d'un gran rei segons les seves interpretacions.

## Importància per determinar el naixement de Jesucrist
Contemporàniament, i fins i tot tractant-se d'un relat bíblic, els astrònoms han seguit la pista a les referències de les escriptures per intentar trobar una explicació racional a aquest episodi del Nou Testament, i igualment intenten buscar la data exacta del naixement de Jesucrist per tractar de veure quin fenomen astronòmic podria coincidir cronològicament amb aquell.
El monjo Dionís l'Exigu, (astrònom, abat escita d'un monestir romà, encarregat d'establir el naixement de Jesús) va cometre dos errors importants en calcular el calendari cristià al segle vi. Per determinar l'any del naixement de Crist va tenir en compte els regnats dels emperadors romans, però va oblidar que César August havia manat quatre anys amb el nom d'Octavio, i també va ometre l'any zero.
Aquest marge d'error situa el naixement de Jesús cinc anys abans del que normalment es creu. Dues dades aportades pels Evangelis són útils per buscar la data aproximada de l'esdeveniment venerat pels cristians. El cens que va obligar a Josep i Maria a demanar posada a Betlem podria ser el que Cèsar August va ordenar entre els anys 8 i 6 a. de C. Addicionalment, segons les escriptures, encara vivia el rei Herodes, que va morir l'any 4 aC. Per descomptat, la Nativitat tampoc va ocórrer al desembre. Lluc l'Evangelista comenta que els pastors vigilaven els seus ramats a les muntanyes, però a Betlem desembre és un mes dur en el qual les ovelles haurien estat sota sostre i no pasturant fora. Aquesta dada suggereix que el naixement de Jesús es va produir entre març i abril de l'any 6 aC.
Però en l'Evangeli de Lluc es diu que l'àngel Gabriel s'apareix a Zacaries, pare de Joan Baptista, quan ell ministrava al temple. Tenint en compte això, s'obté la dada que, com era de l'ordre d'Abies, ministrava l'encens la penúltima setmana de maig, i Joan era sis mesos més gran que Jesús. Llavors, Jesús devia haver nascut per a la festa dels Tabernacles, el mes de setembre de l'any 7 o 6 aC
Segons El Llibre d'Urantia, es descriu que "Jesús va néixer al migdia del 21 d'agost de l'any 7 a. De JC. El 29 de maig de l'any 7 aC, hi va haver una extraordinària conjunció de Júpiter i Saturn en la constel·lació de Peixos. I és un fet astronòmic notable qual conjuncions similars ocorreguessin el 29 de setembre i el 5 de desembre del mateix any. Sobre la base d'aquests esdeveniments extraordinaris, però totalment naturals, els creients benintencionats de les generacions successives van construir l'atractiva llegenda de l'estrella de Betlem i dels Reis Mags adoradors conduïts per l'estrella al pessebre per contemplar i adorar el nadó. La ment oriental i del proper Orient es delecta en les faules, i inventa constantment bells mites sobre la vida dels seus dirigents religiosos i dels seus herois polítics. En l'absència de la impremta, quan la major part del coneixement humà es transmetia oralment d'una generació a l'altra, era molt fàcil que els mites es tornaren tradicions i que les tradicions finalment s'acceptaran com a fets. "
D'altra banda, si es té en compte que en l'evangeli de Lluc 1:26 diu que "el sisè mes l'àngel Gabriel va ser enviat ..." (Encara que parla del sisè mes de l'embaràs d'Elizabeth, prima de Maria), i que el sisè mes del calendari jueu correspon al mes d'Etul, 'agost-setembre' per al calendari gregorià, podem situar el moment de la concepció de Maria; per tant, el naixement de Jesús nou mesos després ("juny" del calendari gregorià), a més, coincideix amb el solstici d'estiu per a l'hemisferi nord, sent el dia més llarg de l'any 21 de juny. Aquest fonament és totalment creïble, ja que està basat en un fonament bíblic i astronòmic. En aquest mateix tenor, no s'omet esmentar que, utilitzant una interpretació analògica als textos bíblics: "la conjunció ocorreguda el 17 de juny del segle 2 aC correspondria amb major exactitud a la data real del naixement de Jesús, ja que el primer mes del calendari jueu es correspon amb març, mes en què es verifica l'equinocci de primavera (21 de març) regit pel signe astrològic d'àries, que representa l'impuls d'origen, el començament de la vida. En aquest ordre d'idees, l'evangeli de Lluc esmenta que l'anunciació va ser el sisè mes, és a dir al setembre, que es troba regit sota el signe de verge (la verge) i que en una gestació de nou mesos tindria com a resultat que la verge il·luminés sota el signe de bessons, al juny. Per causa del que s'ha exposat, es pot concloure que ''Jesús neix el mes de juny, probablement l'esmentat dia 17 (numerologicament 8, com el dia de la seva resurrecció i símbol del baptisme) i que en termes d'interpretació analògica ens permetria afirmar la doble naturalesa del Crist, Déu i humà, com Castor i Polux en la constel·lació de gèminis, en termes de la mitologia grega, o bé com el Quetzalcòatl de les cultures prehispàniques a Mèxic, el qual tenia un germà bessó, Tezcatlipocal, destacant que ambdós personatges tenen relació amb el planeta Venus, l'amor, l'estel del matí ".